# Udaka Ramaputta

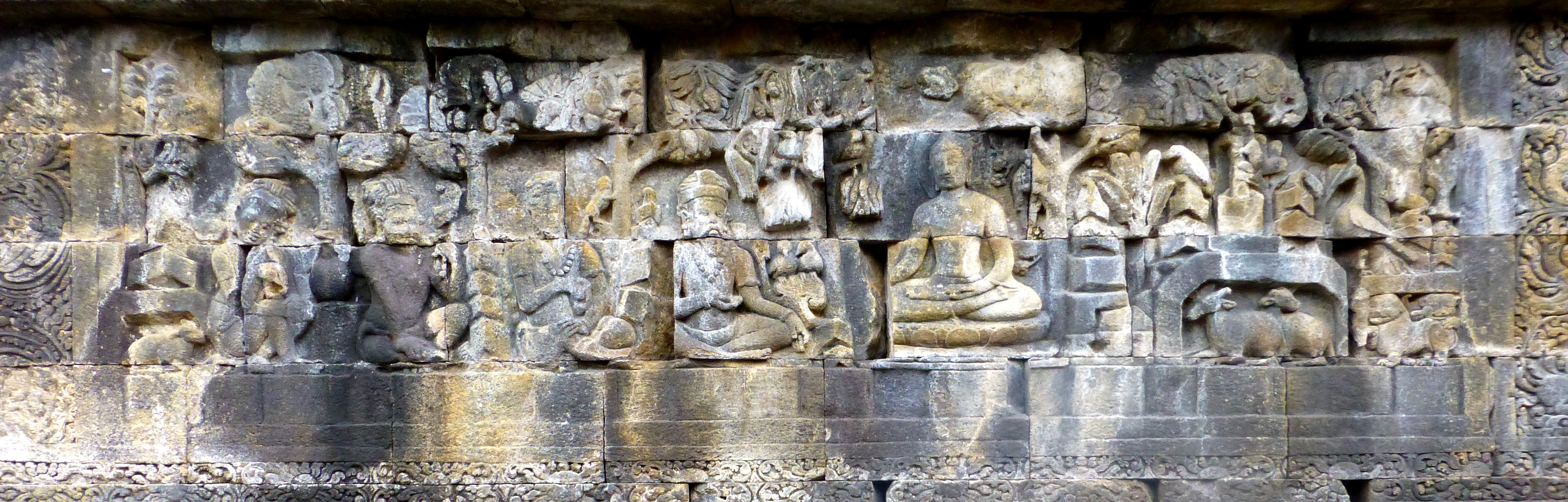
Siddhārtha se encuentra con el asceta Uddaka Ramaputta (Rudraka Ramaputra). Uno de los bajorrelieves que narra las etapas que precedieron su Despertar, Lalitavistara, Borobudur siglos VII y IX, primer corredor, muralla principal.

Udaka Ramaputta fue un sabio brahman y uno de los maestros de Siddharta Gautama (Buda), a quien enseñó un tipo superior de meditación llamado «esfera de la percepción-no percepción». En el budismo se considera como el grado más alto de meditación y se caracteriza por un estado mental donde cesan todas las percepciones. Siddharta siguió el método descrito por Udaka y fue capaz de lograr la etapa de la percepción-no percepción, el nivel más elevado de abstracción mental (Jhāna).
Habiendo aprendido la propio doctrina, se dio cuenta de que este logro era útil para entrar en el reino sin forma llamado Nevasaññānāsaññāyatana cuya duración es de unos 84.000 eones. Poco tiempo después Siddharta abandonó a Udaka Ramaputta porque no tenía nada más que enseñarle. Udaka consideró la esfera de la percepción-no percepción como equivalente a la liberación.